# قنفذي أقنثي القنابات

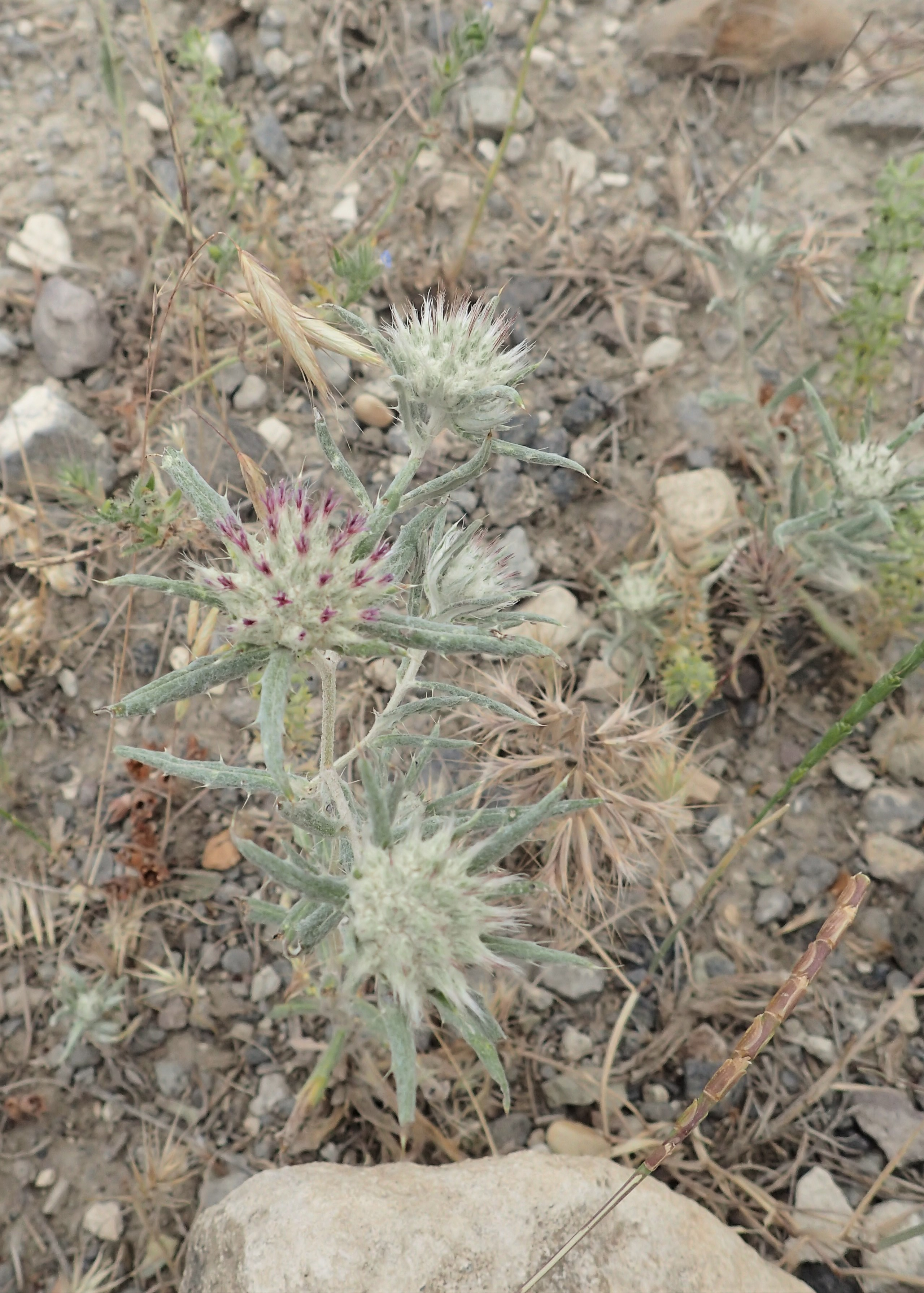

القنفذي أقنثي القنابات أو القرقفان أقنثي القنابات (باللاتينية: Echinops acantholepis) نوع نباتي ينتمي إلى جنس القنفذي من الفصيلة النجمية. سميت كذلك لأن قنابات نورتها (رأسها) تشبه الأقنثا (باللاتينية: Acanthus).

## الموئل والانتشار
ينتشر هذا النوع في بلاد الشام وتركيا والقوقاز.

## مرادفات للاسم العلمي
- (باللاتينية: Acantholepis orientalis Less.)
- (باللاتينية: Echinops olivieri Jaub. & Spach)